# Anders Peter Nielsen
Anders Peter Nielsen (n. 25 mai 1867, Aarhus, Danemarca – d. 16 aprilie 1950, Copenhaga, Danemarca) a fost un trăgător de tir ce a reprezentat Danemarca, medaliat olimpic. A participat la 4 ediții ale Jocurilor Olimpice (1900, 1912, 1920, 1924) în care a câștigat o medalie de aur și două medalii de argint.